# تكلم لتغرد
تكلم لتغرد (بالإنجليزية: Speak to tweet)‏ هي خدمة مقدمة من جوجل بحيث يمكنك ان تترك رسالة صوتية على أرقام معينة ويقومون هم بنقلها إلى تويتر.
بدأت هذه الفكرة بعد ثورة مصر 2011 عندما منع استخدام تويتر والإنترنت بشكل عام وقطع شبكه الهواتف المتنقلة.

## وصلات خارجية
- الحساب الرسمي للخدمة على تويتر